# Hear How My Heart Beats
Hear How My Heart Beats is een nummer van de Nederlandse zangeres Jacqueline Govaert uit 2014. Het is de eerste single van haar tweede soloalbum Songs to Soothe.
In het nummer heeft Govaert het gevoel van rust verwerkt dat ze tijdens het maken van het album ervoer. Om de plaat te promoten ging Govaert langs bij diverse Nederlandse radiostations. "Hear How My Heart Beats" bereikte echter geen hitlijsten, maar werd wel een klein radiohitje in Nederland.